# Pertusaria flavicans
Pertusaria flavicans är en lavart som beskrevs av Lamy. Pertusaria flavicans ingår i släktet Pertusaria och familjen Pertusariaceae.  Arten är reproducerande i Sverige. Inga underarter finns listade i Catalogue of Life.